# Moqueur gorge-blanche
Ramphocinclus brachyurus
Genre
Espèce
Statut de conservation UICN

 EN  : En danger
Le Moqueur gorge-blanche (Ramphocinclus brachyurus) est une espèce de passereau de la famille des Mimidae.

## Répartition et sous-espèces
Cet oiseau est endémique des petites Antilles.
- R. b. brachcyurus (Vieillot, 1818) — Martinique ;
- R. b. sanctaeluciae (Cory, 1887) — Sainte-Lucie.

La sous-espèce de Martinique est restreinte à la presqu'île de la Caravelle, tandis que celle de Sainte-Lucie est répartie en deux endroits : Iyanola et Mandelé.

## Description
La sous-espèce R. b. sanctaeluciae est plus sombre, plus large et davantage de dimorphisme sexuel.

## Habitat
Il fréquente les forêts tropicales sèches caduques et les zones arbustives, bien que la population du nord de R. b. sanctaeluciae vive le long des ravins et des vallées fluviales qui doivent néanmoins être situés à moins de 2 km de la côte et jusqu'à 200 m au-dessus du niveau de la mer. Il évite les arbustes à basse canopée et les clairières en raison de prédation, notamment pendant la reproduction. Il privilégie les sols avec une litière de feuilles abondante pour l'alimentation.

## Régime
Son régime est varié (protéines animales, fruits...). Il se nourrit principalement de baies ou d'insectes. Il a également la capacité de régurgiter une baie entière et de recracher les graines pour la conserver pour un repas ultérieur.

## Prédation
Les moqueurs gorge-blanche se nourrissent au sol et sont vulnérables aux attaques de petits mammifères, mais aussi de la prédation de leurs œufs. Les prédateurs de chaque sous-espèce diffèrent car les deux îles n'ont pas la même faune et les mêmes espèces introduites.
- R.b.brachyrus : les chats, les rats et les mangoustes ;
- R.b.sanctaeluciae : le boa constricteur, l'opossum commun et la petite buse[3].